# 沃夫1061c

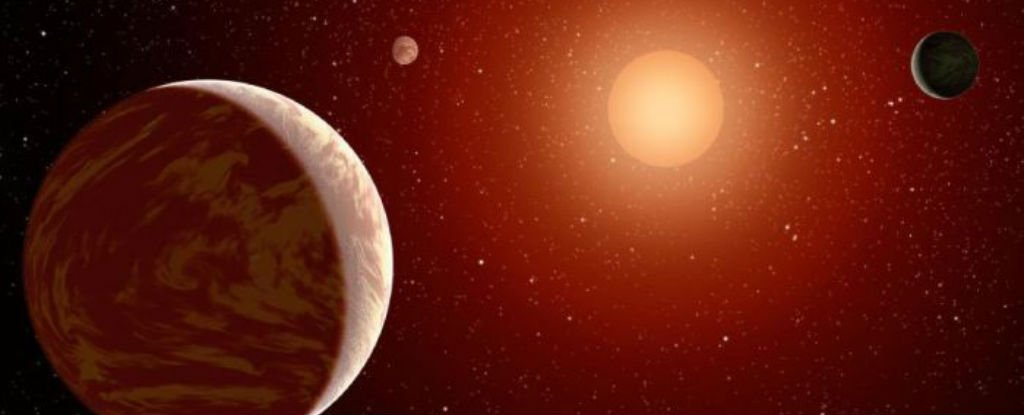
想像的沃夫1061c與所屬行星系的另外兩顆系外行星

沃夫1061c（Wolf 1061c或 WL 1061c）是環繞紅矮星沃夫1061的一顆太陽系外行星，距離地球13.8光年。它是三行星系統中距離母恆星第二近的行星，軌道週期17.9日，質量為地球的4.3倍，屬於超級地球。

## 行星狀態
沃夫1061c因為其質量與體積，被認為是岩石組成的類地行星，又因為質量為地球的4.3倍，屬於超級地球。它的軌道週期17.9日，表面重力為地球的1.6倍。
在天文學的尺度上，沃夫1061行星系距離地球是相對較近的13.8光年。因此沃夫1061c是目前已知距離地球最近的潛在適居系外行星，讓天文學界對該行星相當感興趣。
澳洲新南威爾斯大學的天文學家使用歐洲南方天文台位於智利拉西拉天文台ESO 3.6米望遠鏡搭載的高精度徑向速度行星搜索器攝譜儀對沃夫1061觀測10年的資料後，於2015年12月17日正式宣布發現沃夫1061c。

## 潛在適居性
沃夫1061c距離母恆星0.084天文單位（在低軌道離心率假設下），在母恆星範圍0.073至0.190天文單位的適居帶內部邊界附近（相較之下，水星距離太陽0.39天文單位）。因為它極為接近母恆星，可能被母恆星潮汐鎖定，其中一個半球將永遠面對母恆星。雖然這在行星上將造成極端的溫度差異，但在行星晝半球和夜半球交界的晨昏圈可能是潛在適居區域，並且晨昏圈的溫度也許可讓液態水存在。此外，如果沃夫1061c擁有一定濃度的大氣層，將可在兩半球之間傳輸熱量，使行星的適居區域更加廣大。

## 外部連結
- Simulated view of the Wolf 1061 system （页面存档备份，存于） created by the University of New South Wales